# Circenīša Ziemassvētki
Circenīša Ziemassvētki är en lettisk julfilm från 2022 skriven och regisserad av Aigars Grauba. Filmen hade biopremiär i Lettland den 17 november 2022.
Sony Pictures har förvärvat rättigheterna att spela in en nyinspelning av filmen.

## Handling
Bruno Circenis, som precis rymt från fängelset, hittar en perfekt förklädnad – han klär ut sig till jultomte. Det händer precis på julafton, och några barn råkar se Bruno och tror att han är den riktiga tomten och blandar in honom i sin hemliga plan för att rädda sin familj.

## Rollista
- Kaspars Kārkliņš
- Jānis Vimba
- Inga Tropa
- Bille Siliņa
- Vilhelms Auders
- Marija Grauba
- Jēkabs Reinis
- Samira Adgezalova
- Javier García
- Sigita Pļaviņa
- Egons Dombrovskis
- Rihards Lepers
- Meinards Liepiņš

## Produktion
Filmen producerades av Filmu studija Grauba och distribueras internationellt av Canoe Film och lokalt av Baltic Content Media.

## Mottagande
Filmen blev den mest sedda filmen under juletiden i Lettland.